# Zgromadzenie Legislacyjne Wyspy Księcia Edwarda
Zgromadzenie Legislacyjne Wyspa Księcia Edwarda – The Legislative Assembly of Prince Edward Island składa się współcześnie z 27 deputowanych Members of Legislative Assembly. Deputowani wybierani są w 27 jednomandatowych okręgach.
| Kadencja | Data wyborów      | Reprezentowane partie polityczne                                                                                                | Liczba deputowanych (MLA) |
| -------- | ----------------- | --- | ------------------------- |
| 1        | 1 kwietnia 1873   | |                           |
|          |                   | |                           |
| 2        | 10 sierpnia 1876  | |                           |
|          |                   | |                           |
| 3        | 2 kwietnia 1879   | Konserwatywna Partia Wyspy Księcia Edwarda – 24 Liberalna Partia Wyspy Księcia Edwarda – 6                                      | 30                        |
| 4        | 8 maja 1879       | Konserwatywna Partia Wyspy Księcia Edwarda – 21 Liberalna Partia Wyspy Księcia Edwarda – 9                                      | 30                        |
| 5        | 30 czerwca 1886   | Konserwatywna Partia Wyspy Księcia Edwarda – 18 Liberalna Partia Wyspy Księcia Edwarda – 12                                     | 30                        |
| 6        | 30 stycznia 1890  | Konserwatywna Partia Wyspy Księcia Edwarda – 15 Liberalna Partia Wyspy Księcia Edwarda – 15                                     | 30                        |
| 7        | 13 grudnia 1893   | Liberalna Partia Wyspy Księcia Edwarda – 23 Konserwatywna Partia Wyspy Księcia Edwarda – 7                                      | 30                        |
| 8        | 28 lipca 1897     | Liberalna Partia Wyspy Księcia Edwarda – 19 Konserwatywna Partia Wyspy Księcia Edwarda – 11                                     | 30                        |
| 9        | 12 grudnia 1900   | Liberalna Partia Wyspy Księcia Edwarda – 21 Konserwatywna Partia Wyspy Księcia Edwarda – 9                                      | 30                        |
| 10       | 7 grudnia 1904    | Liberalna Partia Wyspy Księcia Edwarda – 22 Konserwatywna Partia Wyspy Księcia Edwarda – 8                                      | 30                        |
| 11       | 18 listopada 1908 | Liberalna Partia Wyspy Księcia Edwarda – 17 Konserwatywna Partia Wyspy Księcia Edwarda – 13                                     | 30                        |
| 12       | 3 stycznia 1912   | Konserwatywna Partia Wyspy Księcia Edwarda – 28 Liberalna Partia Wyspy Księcia Edwarda – 2                                      | 52                        |
| 13       | 16 września 1915  | Konserwatywna Partia Wyspy Księcia Edwarda – 17 Liberalna Partia Wyspy Księcia Edwarda – 13                                     | 30                        |
| 14       | 24 lipca 1919     | Liberalna Partia Wyspy Księcia Edwarda – 24 Konserwatywna Partia Wyspy Księcia Edwarda – 6                                      | 30                        |
| 15       | 26 lipca 1923     | Konserwatywna Partia Wyspy Księcia Edwarda – 25 Liberalna Partia Wyspy Księcia Edwarda – 5                                      | 30                        |
| 16       | 25 czerwca 1927   | Liberalna Partia Wyspy Księcia Edwarda – 24 Konserwatywna Partia Wyspy Księcia Edwarda – 6                                      | 30                        |
| 17       | 6 sierpnia 1931   | Konserwatywna Partia Wyspy Księcia Edwarda – 18 Liberalna Partia Wyspy Księcia Edwarda – 12                                     | 30                        |
| 18       | 23 lipca 1935     | Liberalna Partia Wyspy Księcia Edwarda – 30                                                                                     | 30                        |
| 19       | 18 maja 1939      | Liberalna Partia Wyspy Księcia Edwarda – 26 Konserwatywna Partia Wyspy Księcia Edwarda – 4                                      | 30                        |
| 20       | 15 września 1943  | Liberalna Partia Wyspy Księcia Edwarda – 20 Konserwatywna Partia Wyspy Księcia Edwarda – 10                                     | 30                        |
| 21       | 11 grudnia 1947   | Liberalna Partia Wyspy Księcia Edwarda – 24 Konserwatywna Partia Wyspy Księcia Edwarda – 6                                      | 30                        |
| 22       | 26 kwietnia 1951  | Liberalna Partia Wyspy Księcia Edwarda – 24 Konserwatywna Partia Wyspy Księcia Edwarda – 6                                      | 30                        |
| 23       | 25 maja 1955      | Liberalna Partia Wyspy Księcia Edwarda – 27 Konserwatywna Partia Wyspy Księcia Edwarda – 3                                      | 30                        |
| 24       | 1 września 1959   | Konserwatywna Partia Wyspy Księcia Edwarda – 22 Liberalna Partia Wyspy Księcia Edwarda – 8                                      | 30                        |
| 25       | 10 grudnia 1962   | Konserwatywna Partia Wyspy Księcia Edwarda – 19 Liberalna Partia Wyspy Księcia Edwarda – 11                                     | 30                        |
| 26       | 30 maja 1966      | Liberalna Partia Wyspy Księcia Edwarda – 17 Konserwatywna Partia Wyspy Księcia Edwarda – 15                                     | 32                        |
| 27       | 11 maja 1970      | Liberalna Partia Wyspy Księcia Edwarda – 27 Konserwatywna Partia Wyspy Księcia Edwarda – 5                                      | 32                        |
| 28       | 11 maja 1974      | Liberalna Partia Wyspy Księcia Edwarda – 26 Konserwatywna Partia Wyspy Księcia Edwarda – 6                                      | 32                        |
| 29       | 29 kwietnia 1978  | Liberalna Partia Wyspy Księcia Edwarda – 17 Konserwatywna Partia Wyspy Księcia Edwarda – 15                                     | 32                        |
| 30       | 23 kwietnia 1979  | Konserwatywna Partia Wyspy Księcia Edwarda – 21 Liberalna Partia Wyspy Księcia Edwarda – 11                                     | 32                        |
| 31       | 27 września 1982  | Konserwatywna Partia Wyspy Księcia Edwarda – 21 Liberalna Partia Wyspy Księcia Edwarda – 11                                     | 32                        |
| 32       | 21 kwietnia 1978  | Liberalna Partia Wyspy Księcia Edwarda – 121 Konserwatywna Partia Wyspy Księcia Edwarda – 11                                    | 32                        |
| 33       | 29 maja 1989      | Liberalna Partia Wyspy Księcia Edwarda – 30 Konserwatywna Partia Wyspy Księcia Edwarda – 2                                      | 32                        |
| 34       | 29 marca 1993     | Liberalna Partia Wyspy Księcia Edwarda – 31 Konserwatywna Partia Wyspy Księcia Edwarda – 1                                      | 32                        |
| 35       | 18 listopada 1996 | Konserwatywna Partia Wyspy Księcia Edwarda – 18 Liberalna Partia Wyspy Księcia Edwarda – 8 Nowa Demokratyczna Partia Kanady – 1 | 27                        |
| 36       | 17 kwietnia 2000  | Konserwatywna Partia Wyspy Księcia Edwarda – 26 Liberalna Partia Wyspy Księcia Edwarda – 1                                      | 27                        |
| 37       | 29 września 2003  | Konserwatywna Partia Wyspy Księcia Edwarda – 23 Liberalna Partia Wyspy Księcia Edwarda – 4                                      | 27                        |